# تيم ريان (مغني)
تيم ريان (بالإنجليزية: Tim Ryan)‏ هو مغني ومغن مؤلف أمريكي، ولد في 4 فبراير 1964.

## وصلات خارجية
- تيم ريان على موقع ميوزك برينز (الإنجليزية)
- تيم ريان على موقع ديسكوغز (الإنجليزية)